# گرمندورف (مونستر)
گرمندورف (به آلمانی: Gremmendorf) یک منطقهٔ مسکونی در آلمان است که در مونستر واقع شده‌است. گرمندورف ۱۱٬۰۰۰ نفر جمعیت دارد.